# Halat Nuaim
Halat Nuaim (en árabe: حالة نعيم; también escrito Halat an Na`im) es una isla de Baréin. Se encuentra ubicada en la costa de la isla de Muharraq, cerca de la ciudad de Hidd. Tradicionalmente ha sido habitada por la tribu Al Nuaim.